# Lijst van Friese kanalen
De lijst van Friese kanalen geeft een overzicht van kanalen in de provincie Friesland.
| Nederlandse naam                 | Officiële naam                |
| -------------------------------- | ----------------------------- |
| Aalsumervaart                    | Ealsumer Feart                |
| Achlumervaart                    | Achlumer Feart                |
| Anjumeropvaart                   | Eanjumer Opfeart              |
| Arumervaart                      | Arumer Feart                  |
| Baaiumer Opvaart                 | Baaiumer Opfeart              |
| Baantjegracht                    | Baantsjegracht                |
| Bedelaarsvaart                   | Bidlers Feart                 |
| Beetgumervaart                   | Bitgumer Feart                |
| Berlikumervaart                  | Berltsumer Feart              |
| Berlikumerwijd                   | Berltsumer Wiid               |
| Binnensluis (Noardeast-Fryslân)  | Binnenslús                    |
| Blessumervaart                   | Blessumer Feart               |
| Blijaërvaart                     | Blijer Feart                  |
| Blikvaart                        | Blikfaart                     |
| Bolswardertrekvaart              | Boalserter Feart              |
| Bolswardervaart                  | Boalserter Feart              |
| Bonkevaart                       | Bonkefeart                    |
| Boxumervaart                     | Boksumer Soal                 |
| Botgorre                         | Botgoarre                     |
| Broeresloot (Sneek)              | Broersleat                    |
| Broeresloot (Vierhuis)           | Broeresleat                   |
| Burevaart                        | Buorrefeart                   |
| Burumervaart                     | Boerumer Faart                |
| Burmaniavaart                    | Burmaniafeart                 |
| Contributievaart                 | Kontribúsjefeart              |
| Deinumerrak                      | Deinumer Rak                  |
| Diepe Dolte                      | Djippe Dolte                  |
| Dijkvaart (Sexbierum)            | Dyksfeart                     |
| Dijkvaart (Noardeast-Fryslân)    | Dyksfeart                     |
| Dijkvaart (Workum-Hindeloopen)   | Dyksfeart                     |
| Dijkvaart (Workum-Makkum)        | Dyksfeart                     |
| Dijkstervaart                    | Dykster Feart                 |
| Djippert                         | Djippert                      |
| Doijumervaart                    | Doaiumer Feart                |
| Dokkumerdiep                     | Dokkumer Djip                 |
| Dokkumergrootdiep                | Dokkumer Grutdjip             |
| Dokkumer Ee                      | Dokkumer Ie                   |
| Dongjumervaart                   | Doanjumer Feart               |
| Drie Pypstergracht               | Drypypstergracht              |
| Drachtster Compagnonsvaart       | Drachtster Kompajonsfeart     |
| Drachtstervaart                  | Drachtster Feart              |
| Dwarsmeer                        | Dwarsmear                     |
| Dwarsried                        | Dwarsryd                      |
| Ee (Woudsend)                    | De Ie                         |
| Eesteropvaart                    | Iester Ryd                    |
| Engelenvaart                     | Engelenfeart                  |
| Engelumervaart                   | Ingelumer Feart               |
| Fammensrakken                    | Fammensrakken                 |
| Ferwerdervaart                   | Ferwerter Feart               |
| Finkumervaart                    | Feinsumer Feart               |
| Follegasloot                     | Follegeasleat                 |
| Foudgumervaart                   | Foudgumer Feart               |
| Franekervaart                    | Frjentsjerter Feart           |
| Genumer Opvaart                  | Ginnumer Feart                |
| Gieterse Vaart                   | Giterske Feart                |
| Grootdiep (Oosterwolde)          | Grootdiep                     |
| Gudsekop (water)                 | Gudzekop                      |
| Hallumertrekvaart                | Hallumer Feart                |
| Hallumerhoekstervaart            | Hallumerhoekster Feart        |
| Hantumervaart                    | Hantumer Feart                |
| Hantumhuistervaart               | Hantumhúster Feart            |
| Hardrijdersgracht                | Hardridersgracht              |
| Van Harinxmakanaal               | Van Harinxmakanaal            |
| Harlingertrekvaart               | Harnzer Trekfeart             |
| Harlingervaart (Bolsward)        | Harnzer Feart                 |
| Harlingervaart (Leeuwarden)      | Harlingervaart                |
| Hatsumeropvaart                  | Hatsumer Opfeart              |
| Haulerwijkstervaart              | Haulerwiekster Vaort          |
| Heerenwegstervaart               | Hearreweister Feart           |
| Heeresloot                       | Hearresleat                   |
| Helomavaart                      | Helomavaort                   |
| Hijlaardervaart                  | Hilaarder Feart               |
| Hijumervaart                     | Hijumer Feart                 |
| Hoge Herenwegstervaart           | Hege Hearreweister Feart      |
| Holwerdervaart                   | Holwerter Feart               |
| Hooivaart                        | Heafeart                      |
| De Hulp                          | De Hulp                       |
| Indijk (Hindeloopen)             | Yndyk                         |
| Ingeloane                        | Ingeloane                     |
| Jellegat (Jaarlasloot)           | Jellegat                      |
| Jeltesloot                       | Jeltesleat                    |
| Jislumervaart                    | Jislumer Feart                |
| Johan Frisokanaal                | Johan Frisokanaal             |
| De Jordaan                       | De Jordaan                    |
| Jorwerdervaart                   | Jorwerter Feart               |
| Kadijkstervaart                  | Kaaifaart                     |
| Keegensterried                   | Keegenster Ryd                |
| Ketelvaart                       | Tsjettelfeart                 |
| Kleine Blikvaart                 | Klaine Blikfaart              |
| Klifrak                          | Klifrak                       |
| Klijnsmavaart                    | Klynsmafeart                  |
| Koevaart                         | Kuorfeart                     |
| Kolonelsdiep                     | Knillesdjip                   |
| Kollumer Kanaal                  | Kollumer Kanaal               |
| Kollumerzwaagstervaart           | Sweager Feart                 |
| Koude Vaart                      | Kouwe Faart                   |
| Het Kruiswater                   | Krúswetter                    |
| Kubaardervaart                   | Kûbaarder Feart               |
| Kuikhornstervaart                | Kûkhernster Feart             |
| Laakwerder Opvaart               | Leakwerter Opfeart            |
| Langdeel                         | Langdeel                      |
| Lange Buurstervaart              | Longbuorster Feart            |
| Lathumervaart                    | Lathumer Feart                |
| Lauwers                          | De Lauwers                    |
| Leistervaart                     | Leister Feart                 |
| Lemsterrijn                      | Lemster Rien                  |
| Liemervaart                      | Limerfeart                    |
| Lits                             | Lits                          |
| Lollumervaart                    | Lollumer Feart                |
| Lycklamavaart                    | Lycklemevaort                 |
| Makkumerdiep                     | Makkumer Djip                 |
| Makkumervaart                    | Makkumer Feart                |
| Mantgumervaart                   | Mantgumer Feart               |
| Marrumervaart                    | Marrumer Feart                |
| Meersloot (Noardeast-Fryslân)    | Marsleat                      |
| Menaldumervaart                  | Menamer Feart                 |
| Middenvaart (Echten)             | Middenfeart                   |
| Miedvaart                        | Miedfeart                     |
| Minnertsgaastervaart             | Minnertsgeaster Feart         |
| Moddergat                        | Moddergat                     |
| Moersloot (Noardeast-Fryslân)    | Moerssleat                    |
| Molensloot (Waadhoeke)           | Molesleat                     |
| Morrastervaart                   | Moarster Feart                |
| Muizenrid                        | Mûzerid                       |
| Munnekezijlsterried              | Muntjesylster Ryd             |
| Het Nauw van de Brekken          | It Nau                        |
| Nesseropvaart                    | Nesser Opfeart                |
| Niawiersteropvaart               | Nijwierster Opfeart           |
| Nieuwe Bildtdijkstervaart        | Nije Faart                    |
| Nieuwe Diep (Oosterboorn)        | Nijdjip                       |
| Nieuwe Heerenveense Kanaal       | Hearrenfeanster Kanaal        |
| Nieuwe Kanaal (Leeuwarden)       | Nije Kanaal                   |
| Nieuwe Vaart (Noardeast-Fryslân) | Nije Feart                    |
| Nieuwe Vaart (kanaal Opsterland) | Nije Feart                    |
| Nieuwe Zwemmer                   | Nije Swemmer                  |
| Nieuwlandsried                   | Nijlandsryd                   |
| Nijlandervaart                   | Nijlanner Feart               |
| Noorder Oudeweg                  | Noarder Alde Wei              |
| Noorderdijkvaart                 | Noarderdyksfeart              |
| Noordergracht (Dokkum)           | Noardergracht                 |
| Noordervaart (Waadhoeke)         | Noorderfaart                  |
| Olde Lauwers                     | Olde Lauwers                  |
| Oosterbierumervaart              | Easterbierrumer Feart         |
| Oostrumer Opvaart                | Eastrumer Opfeart             |
| Opeindervaart                    | Peinder Kanaal                |
| Opsterlandse Compagnonsvaart     | Opsterlânske Kompanjonsfeart  |
| Opvaart (Sexbierum)              | Seisbierrumer Opfeart         |
| Oud Dokkumerdiep                 | Alde Lunen                    |
| Ouddeel                          | Alddeel                       |
| Ouddiep (Noardeast-Fryslân)      | Alddjip                       |
| Oude Beyried                     | Beiryd                        |
| Oude Bildtdijkstervaart          | Ouwe Faart                    |
| Oude Hulp                        | Alde Hulp                     |
| Oude Kloostervaart               | Kleasterfeart                 |
| Oude Meer (Minnertsga)           | Aldmear                       |
| Oude Meer (Peins)                | Aldmear                       |
| Oude Meer (Westergeest)          | Aldmear                       |
| Oude Oostervaart                 | Aesterfaart                   |
| Oude Peasens                     | Alde Peazens                  |
| Oude Ried                        | Alde Ryd                      |
| Oude Zwemmer                     | Aldswemmer                    |
| Oudemeer                         | Aldmear                       |
| Oudevaart                        | Aldfeart                      |
| Oudkerkstervaart                 | Aldtsjerkster Feart           |
| Oudlandsried                     | Oldlansryd                    |
| Ouwe Rij                         | Ouwe Rij                      |
| Paesens                          | De Peazens                    |
| Palesloot                        | Paele Sleat                   |
| Van Panhuyskanaal                | Van Panhuyskanaal             |
| Parkstergracht                   | Parkstergracht                |
| Petsleat                         | Petsleat                      |
| Pier Christiaansloot             | Pier Christiaanssleat         |
| Poelvaart                        | Puolfeart                     |
| Polderhoofdkanaal                | Polderhoofdkanaal             |
| Pompsterried                     | Pompster Ryd                  |
| Prinsenwijk (Oldeberkoop)        | Preenzewiek                   |
| Prinsenwijk (Oranjewoud)         | Prinsewyk                     |
| Prinses Margrietkanaal           | Prinses Margrietkanaal        |
| Raardervaart                     | Raarder Feart                 |
| Rentmeester                      | Rintmaster                    |
| Ried                             | De Rie                        |
| De Rijd (Noardeast-Fryslân)      | De Ryd                        |
| Rijperkerkstervaart              | Ryptsjerkster Feart           |
| Rijpstervaart                    | Rypster Feart                 |
| Roptavaart                       | Roptafeart                    |
| Schalsumervaart                  | Skalsumer Feart               |
| Scharsterrijn                    | Skarster Rien                 |
| De Scheene                       | De Scheene                    |
| Schingervaart                    | Skingster Feart               |
| Schipsloot (Nijelamer)           | Schipsloot                    |
| Schipsloot (Opsterland)          | Schipsloot                    |
| Schoterlandse Compagnonsvaart    | Schoterlandse Compagnonsvaart |
| Sefonstervaart                   | Sefonster Feart               |
| Sexbierumervaart                 | Seisbierrumer Feart           |
| Slotergat                        | Sleattemer Gat                |
| Sminkevaart                      | Sminkefeart                   |
| Spannumer Opvaart                | Lange Daam                    |
| Spookhoekstervaart               | Spoekhoekster Feart           |
| Stroobossertrekvaart             | Strobosser Trekfeart          |
| Stroomkanaal (Lemmer)            | Streamkanaal                  |
| Stroomkanaal Willem Lorésluis    | Streamkanaal Willem Loréslûs  |
| Ternaardervaart                  | Ternaarder Feart              |
| Tjonger                          | Tjonger                       |
| De Traan                         | De Traan                      |
| Tzummarumervaart                 | Tsjummearumer Feart           |
| Tzummarumervissersvaart          | Fiskersfeart                  |
| Tzummervaart                     | Tsjommer Feart                |
| Valomstervaart                   | Falomster Feart               |
| Van Swinderenvaart               | Van Swinderenfeart            |
| Veenscheiding                    | Feanskieding                  |
| Veenster Vaart                   | Feanster Feart                |
| Verbindingskanaal (Dokkum)       | Ferbiningskanaal              |
| Verbindingskanaal (Drachten)     | Ferbiningskanaal              |
| Weidumervaart                    | Weidumer Feart                |
| Westervaart                      | Westerfaart                   |
| Wierzijlsterrak                  | Wiersylsterrak                |
| Wierumeropvaart                  | Wierumer Opfeart              |
| Het Wijd (Molkwerum)             | It Wiid                       |
| Wijddraai                        | Wiiddraai                     |
| Wijde Wijmerts                   | Wide Wimerts                  |
| Wijmerts                         | De Wimerts                    |
| Wirdumervaart                    | Wurdumer Feart                |
| Wispel                           | Wispel                        |
| Witakkersvaart                   | Wytikkersfeart                |
| Witakkersvaart                   | Wytikkersfeart                |
| Witmarsumervaart                 | Wytmarsumerfeart              |
| Workumertrekvaart                | Warkumer Trekfeart            |
| Workumertrekvaart                | Warkumer Trekfeart            |
| Woudsenderrakken                 | Wâldseinster Rakken           |
| Woudvaart (Noardeast-Fryslân)    | Wâldfeart (Dokkum)            |
| Woudvaart (Súdwest-Fryslân)      | Wâldfeart (Súdwest-Fryslân)   |
| Zandvaart (Gaasterland)          | Sânfeart                      |
| Zestienroeden                    | Sechtjin Roeden               |
| Zijlroede (Hindeloopen)          | Sylroede                      |
| Zijlroede (Joure)                | Jouster Sylroede              |
| Zijlroede (Lemmer)               | Sylroede                      |
| Zijlsloot                        | Sylsleat                      |
| Zijlsterrak                      | Sylster Rak                   |
| Zijlsterrijd                     | Sylster Ryd                   |
| Zijlsterrijd                     | Sylster Ryd                   |
| Zomerrak                         | Somerrak                      |
| Zuider Ee                        | Suderie                       |
| Zuidergracht (Dokkum)            | Sudergracht                   |
| Zuidervaart                      | Súdderfaart                   |
| Zuidhoekstervaart                | Súdhoekster Faart             |
| Zwadde                           | De Swadde                     |
| Zwaddesloot                      | Swaddesleat                   |
| Zwette                           | De Swette                     |